# Klarmann/Weber
Klarmann/Weber (Irmgard Klarmann, * 27. Oktober 1957 und Felix Weber, * 1. Dezember 1960) sind ein deutsches Musikproduzenten- und Songschreiber-Team.
Seit Ende der 1970er Jahre komponiert und produziert das Duo Musik für internationale Künstler. In den 1990er Jahren arbeitete Klarmann/Weber vermehrt mit britischen und amerikanischen Songschreibern zusammen, was Felix Weber veranlasste, im Jahre 2000 in die USA überzusiedeln. Heute komponieren und produzieren Klarmann/Weber in ihren Studios in Deutschland und Amerika.
Klarmann/Weber hatten erfolgreiche Veröffentlichungen für Chaka Khan, Randy Crawford, Toni Braxton, Paul Anka, Tracie Spencer und La Bouche/Melanie Thornton. 1985 komponierten Klarmann/Weber den Weihnachtssong Christmas Time für einen Freund, der das Lied als Weihnachtsgeschenk für Geschäftskunden in Auftrag gab. Unter dem Pseudonym Gingerbread wurde das Lied an Radiostationen verschickt und wird seither jedes Jahr in der Weihnachtszeit in das Musikprogramm genommen. Als Schallplatte gab es den Song nie zu kaufen. Es existierten lediglich einige Scheiben für die Radio-DJs der deutschsprachigen Stationen. 2009 wurde das Lied neu aufgenommen und wiederum unter dem Pseudonym Gingerbread veröffentlicht. Eingesungen wurde die Neuaufnahme von Klarmanns vier Kindern.
Felix Weber war neben seiner Tätigkeit als Produzent und Songschreiber auch Keyboarder der Gruppe Relax.

## Werke
- 1985 Christmas Time (unter dem Pseudonym Gingerbread, verbreitet nur durch Radiostationen)
- 1986 die Single Your perfume's in the air von Bernie Paul
- 1986 auf dem Album Ich schenk Dir mein Herz von Relax (die Single Du Hast Mei Herz In Der Hand)
- 1986 die Single Koanne wie Du von Wolfgang Fierek
- 1987 auf dem Album Julian von Mandy Winter (The Fire Still Burns, She's sweeter than me und die Single Two Lovers)
- 1988 die Single Time for Lovers von Guillermo Marchena
- 1988 auf dem Album Tracie Spencer von Tracie Spencer (die Single Symptoms Of True Love)
- 1988 auf dem Album Moments in Love von Bernie Paul (Reach out for the stars)
- 1988 die Single Show Your Love und My Heart Is No Liar von Kiwi & Tess
- 1989 auf dem Album Veronika Fischer von Veronika Fischer (Hey Du)
- 1989 auf dem Album Bad Girl von La Toya Jackson (Piano Man, Restless Heart, He's so good to me  und die Single Bad Girl)
- 1989 auf dem Album Somebody Loves You von Paul Anka (Turning My Mind Back To You)
- 1989 auf dem Album Wings Of Desire von Jennifer Rush (For All That)
- 1990 die Single The Good Life von The Braxtons (The Braxtons ist ein amerikanisches Musikquintett, bestehend aus der Sängerin Toni Braxton und ihren jüngeren Schwestern Traci Braxton, Towanda Braxton, Trina Braxton und Tamar Braxton.)
- 1990 auf dem Album Living for Love von Koreana/Giorgio Moroder (Reach out for the stars)
- 1990 auf dem Album Lonely Is The Night von Lory Bianco/ehemals: Bonnie Bianco (drei Titel, darunter die Single Heartbreaker)
- 1990 auf dem Album Alexis von Alexis (die Single Close To Heaven und Lonely People)
- 1990 auf dem Album Sheree von Sheree Jeacocke die Single Forever you forever me
- 1990 auf dem Album Seiko von Seiko Matsuda (He's So Good To Me)
- 1991 Sail Away Musik von Bernie Paul und Todd Canedy, Text Irmgard Klarmann. International bekannt wurde der Song durch Hans Hartz und später durch die Fernsehwerbung Beck’s-Bier. 1995 eine Neuauflage der Werbung und den Song; nun mit dem Sänger Joe Cocker.
- 1992 auf dem Album The Woman I Am von Chaka Khan (die Single Love You All My Lifetime)
- 1992 auf dem Album Exposé von Exposé (Touch & Go)
- 1992 die Single I Will Fight For You von Leo Sayer
- 1992 auf dem Album Through The Eyes Of Love von Randy Crawford (die Single A Lot That You Can Do)
- 1994 auf dem Album Kathy Troccoli von Kathy Troccoli (I'll be there for you)
- 1994 auf dem Album Backbone von Boney James (Love you all my lifetime)
- 1995 auf dem Album The B-Funk von Beverley Knight (You've got it und Remedy)
- 1995 auf dem Album Sweet Dreams von La Bouche (I'll Be There)
- 1996 auf dem Album Trust von Tonjua Hawkins (Helpless, I will love you, I'll be there, Trust, You can lean on me)
- 1996 auf dem Album Can't Make It On My Own von Francine Reed (Foolin With My Respect und Wonderin)
- 1996 auf dem Album Gold von Bernie Paul (Your perfume's in the air)
- 1996 auf dem Album Generation Love von Charlotte Roel (Let Your Love Conquer Anything, Aint No Getting Over You, Get me right)
- 1996 die Single Love Is The Power von Melanie Marshall
- 1997 auf dem Album Tonight Is The Night von Le Click (Love is a wonderful thing und Come into my world)
- 1997 auf dem Album Jump Sista von Sista Sista (gesamtes Album)
- 1998 auf dem Album Take Off von den Soultans (I'd Rather Go Blind)
- 2001 auf dem Album The Wizard's Call von Jamie Stevens (vier Songs, unter anderem I'd Rather Go Blind und On The Borderline)
- 2002 auf dem Album Einfach Relaxed von Bernie Paul (Es is koane wie Du)
- 2002 auf dem Album Change von Vanessa Amorosi (Dream)
- 2002 auf der Single Everytime I Close My Eyes von Vanessa Amorosi (By My Side)
- 2004 auf dem Album Everyday's Another Chance von Jamie Stevens (zwei Songs, I'll Be There und From A Fool To A Winner)
- 2006 auf dem Album Blues Collection von Francine Reed (Wonderin)
- 2006 auf dem Album The Platinum Collection von Chaka Khan (Love you all my lifetime)
- 2007 auf dem Album Bayerns beste Bayern mit Cosi (Sängerin) (Ich will wissen wie des is)
- 2007 auf dem Album The Essential Toni Braxton von Toni Braxton (The Good Life)
- 2007 auf dem Album Reach Out von Carla Carter (komplettes Album)
- 2014 auf dem Album Lust Am Leben von Maria Voskania (komplettes Album)
- 2016 auf dem Album Perlen und Gold von Maria Voskania (komplettes Album)